# Rosa Gomes
Rosa Gomes, conhecida como "preta-mina", foi uma mulher africana trazida ao Brasil como escravizada no século XVIII. Embora detalhes sobre sua origem exata e data de nascimento sejam desconhecidos, ela foi registrada como pertencente ao grupo étnico "mina", termo utilizado pelos colonizadores para classificar pessoas africanas traficadas para as Américas. Esses grupos, como "mina", "angola" e "guiné", indicavam procedência e incluíam estereótipos físicos, comportamentais e culturais impostos pelos europeus.

## Histórico
Rosa Gomes foi trazida para o Brasil durante o período de intensa atividade mineradora em Goiás, no centro-oeste do país. A descoberta de ouro na região em 1725 resultou em um aumento significativo do número de pessoas escravizadas, estimado entre 10.000 e 19.889 entre 1735 e 1804.
Rosa Gomes se destacou por sua luta pela liberdade, não apenas a própria, mas também de outras pessoas escravizadas. Ela reuniu recursos suficientes para comprar a alforria de quatro pessoas, incluindo sua mãe e seu filho. No entanto, enfrentou severas dificuldades para conquistar sua própria liberdade. Seu senhor, o alferes José Gomes de Barros, estipulou valores exorbitantes para sua alforria, com o objetivo de dificultar sua emancipação.
O governador da Capitania de Goiás, Luís da Cunha Menezes, interveio em 1783, forçando José Gomes de Barros a aceitar um preço justo pela alforria de Rosa Gomes. Essa intervenção foi crucial para garantir sua liberdade. Contudo, como apontado por historiadores, a liberdade formal nem sempre resultava em mudanças significativas no cotidiano das pessoas libertas.

## Legado
A história de Rosa Gomes é um símbolo de resistência e luta contra a escravidão no Brasil. Hoje, seu legado é reconhecido na cidade de Goiás, onde uma rua do Centro Histórico leva seu nome. Além disso, o Conselho dos Direitos das Mulheres da cidade também presta homenagem a Rosa Gomes, utilizando seu nome como título.